# Singles (The Smiths)
Singles è un album raccolta di singoli della band inglese The Smiths.
Pubblicato il 20 febbraio del 1995 dalla WEA, l'album raggiunse la posizione numero 5 nella Official Albums Chart.

## Realizzazione
La WEA, che nei primi mesi del 1992 aveva acquisito l'intero catalogo degli Smiths, dopo la ripubblicazione di tutti gli album della band e di due nuove raccolte (Best...I e ...Best II), nel 1995 decide di far uscire un album che raccogliesse tutti i singoli della band mancuniana.
Il disco viene preceduto, nel Regno Unito, dall'uscita del singolo Ask, ripubblicato per l'occasione con due b-sides originali: Cemetry Gates e Golden Lights. Negli Stati Uniti, la Sire Records (sussidiarria americana della WEA), decise invece di promuovere la raccolta con il singolo Sweet and Tender Hooligan.
La copertina ritrae la cantante e attrice Diana Dors, in uno scatto del 1956 tratto dal film Yield to the Night.

## Tracce
1. Hand in Glove (album version) – 3:25
2. This Charming Man – 2:41
3. What Difference Does It Make? (album version) – 3:51
4. Heaven Knows I'm Miserable Now – 3:35
5. William, It Was Really Nothing – 2:09
6. How Soon Is Now? (album version) – 6:46
7. Shakespeare's Sister – 2:09
8. That Joke Isn't Funny Anymore (album version) – 4:59
9. The Boy with the Thorn in His Side (album version) – 3:18
10. Bigmouth Strikes Again – 3:14
11. Panic – 2:20
12. Ask (album version) – 3:14
13. Shoplifters of the World Unite – 2:58
14. Sheila Take a Bow – 2:41
15. Girlfriend in a Coma – 2:02
16. I Started Something I Couldn't Finish – 3:46
17. Last Night I Dreamt That Somebody Loved Me (album version) – 5:02
18. There Is a Light That Never Goes Out – 4:02

Tutte le tracce sono scritte da Morrissey/Marr.

## Formazione
- Morrissey - voce
- Johnny Marr - chitarra
- Andy Rourke - basso
- Mike Joyce - batteria

## Musicisti
- Craig Gannon - chitarra ritmica su Ask
- Kirsty MacColl – voce su Ask
- John Porter – slide guitar su Sheila Take a Bow
- Stephen Street – drum machine su I Started Something I Couldn't Finish e su Girlfriend in a Coma